# Maja Haderlap
Maja Haderlap (8 de març de 1961, Eisenkappel-Vellach/Železna Kapla-Bela, Caríntia) és una escriptora en eslovè i alemany de nacionalitat austríaca. El 2011 va guanyar el Premi Ingeborg Bachmann (Ingeborg-Bachmann-Preis). És membre de l'associació d'escriptors austríacs Grazer Autorenversammlung.
A la universitat de Viena va fer estudis de dramaturgia i llengües germàniques. Va treballar de dramaturga i va ensenyar a l'Institut de Literatura Comparada a la universitat de Klagenfurt. Del 1992 al 2007 va ser la dramaturga principal del teatre municipal de Klagenfurt (Stadttheater Klagenfurt). L'autora ha estat editora de la revista literària dels eslovens de Caríntia Mladje. Escriu poesia, narrativa i assaigs en eslové i en alemany. A més tradueix de l'eslovè a l'alemany i viceversa. Els seus textos han estat publicats ien revistes de literatura i en antologies, i traduïts a diverses llengües. El 2011, Maja Haderlap va guanyar el Premi Ingeborg Bachmann de les Jornades de Literatura en Llengua Alemanya a Klagenfurt. El seu conte «Im Kessel» («Encerclats»), escrit en alemany, narra la història d'una família eslovena de Caríntia i la resistència contra la Wehrmacht alemanya. La novel·la Engel des Vergessens, que inclou el text guanyador, es va publicar poc després de les Jornades.

## Obres
- Žalik pesmi, poesia, 1983 (eslovè)
- Bajalice, poesia, 1987 (eslovè)
- Pesmi, poesia, 1989 (eslovè)
- Deček in sonce (El noi i el sol), prosa, Editorial Drava, Klagenfurt 2000, (eslovè) ISBN 3-85435-330-8
- Med politiko in kulturo (Entre política i cultura), assaig, 2001 (eslovè)
- Das Stadttheater Klagenfurt 1992 bis 2007 (El teatre de Klagenfurt de 1992 a 2007), assaig, 2007 (alemany)
- Engel des Vergessens (Àngels de l'oblit), novel·la, Editorial Wallstein, Göttingen 2011, (alemany) ISBN 978-3-8353-0953-1